# رایان کیرا آرمسترانگ
رایان کیرا آرمسترانگ (انگلیسی: Ryan Kiera Armstrong؛ زادهٔ ۱۰ مارس ۲۰۱۰) بازیگر آمریکایی است. او برای بازی در نقش چارلی مک‌گی در فیلم آتش‌افروز (۲۰۲۲) شناخته شده است. آرمسترانگ همچنین در فیلم راه قدیمی (۲۰۲۳) در نقش بروک نقش‌آفرینی کرده است.

## گزیده فیلم‌شناسی
فیلم
| سال  | فیلم                | نقش              |
| ---- | ------------------- | ---------------- |
| ۲۰۱۹ | هنر مسابقه در باران | زوئی             |
| ۲۰۱۹ | آن: بخش دوم         | ویکتوریا فولر    |
| ۲۰۲۰ | گلوریا              | گلوریا           |
| ۲۰۲۰ | آرزو بر یک تک‌شاخ    | میا دیندال       |
| ۲۰۲۱ | بیوه سیاه           | آنتونیای جوان    |
| ۲۰۲۱ | جنگ فردا            | موری فراستر جوان |
| ۲۰۲۲ | آتش‌افروز            | چارلی مک‌گی       |
| ۲۰۲۲ | وایلدفلاور          | بئای جوان        |
| ۲۰۲۳ | راه قدیمی           | بروک             |

تلویزیون
| سال  | فیلم                              | نقش              | یادداشت‌ها |
| ---- | --------------------------------- | ---------------- | --------- |
| ۲۰۱۷ | آنه با یک ئی                      | مینی می‌بری       | ۳ قسمت    |
| ۲۰۱۸ | حقیقت در مورد ماجرای هری کوبرت    | نولا کلرگان جوان | ۱۰ قسمت   |
| ۲۰۲۱ | داستان ترسناک آمریکایی: دابل فیچر | آلما گاردنر      | ۵ قسمت    |
| ۲۰۲۴ | جنگ ستارگان: خدمه اسکلت           |                  |           |